# Anatom
Anatom (più comunemente chiamata Aneityum o Kéamu) è la più meridionale tra le isole abitate di Vanuatu. Appartiene alla provincia di Tafea e il principale villaggio è Anelghowhat.
L'isola ha una superficie di circa 65 km² ed è di forma ovale, dalle pianure costiere si eleva, nella parte centrale fino ad un'altitudine di 852 m s.l.m.
C'è un aeroporto, non sulla stessa isola principale, ma su un piccolo isolotto a sud, Inyeug (correttamente, Iñec), con due voli settimanali per Port Vila e Tanna.
Anatom ha una popolazione corrente stimata di 550 abitanti. Si ritiene avesse avuto in passato una popolazione molto superiore, forse 12000 prima dell'arrivo degli europei nel 1793. Ma le malattie portate dagli europei e il blackbirding hanno favorito il graduale spopolamento. L'isola è circondata da barriere coralline e da spiagge. La lingua principale di Anatom è chiamata Aneityumese (o Anejom).